# Вторая речь против Катилины
«Вторая речь против Катилины» (лат. Oratio in L. Catilinam Secunda) — речь римского оратора Марка Туллия Цицерона, произнесенная 9 ноября 63 года до н. э. на форуме, вторая из катилинарий. Её текст полностью сохранился.
В этой речи Цицерон рассказал народу о своих действиях в связи с раскрытием заговора Катилины. Тех заговорщиков, которые оставались в Риме, он предостерёг от открытых выступлений.
Речь была опубликована в 61—60 годах до н. э. вместе с другими катилинариями, причём её текст подвергся существенной литературной переработке. Исследователи констатируют, что по своим литературным достоинствам она заметно уступает первой катилинарии.